# Bonao
Bonao é a capital da província de Monseñor Nouel, na República Dominicana. Está localizada no centro do país, a noroeste da capital nacional, Santo Domingo.
Sua população estimada em 2012 era de 158 034 habitantes.
O seu nome provém do chefe taíno que reinava sobre a terra que tem o seu nome quando os espanhóis chegaram à Ilha de Santo Domingo.
Era Pré-Colombiana
Por se localizar no centro da ilha, a ocupação do território da atual Província de Monseñor Nouel ocorreu mais tarde do que noutros locais da costa da ilha ou nas suas proximidades.
Os primeiros grupos humanos a penetrar no centro da ilha e, portanto, a estar dentro ou perto do atual território da província, fizeram-no por volta de 1000 a.C.
Pertenciam aos chamados grupos barreroides, que se caracterizavam como coletores; ou seja, não praticavam agricultura.